# Melanahalli, Belur
Melanahalli là một làng thuộc tehsil Belur, huyện Hassan, bang Karnataka, Ấn Độ.